# Tour de Picardie
Die Tour de Picardie (dt. Picardie-Rundfahrt) war ein französisches Etappenrennen im Straßenradsport.
Die Rundfahrt fand jährlich im Mai in der Picardie statt. Sie wurde vom Cyclo-Club Creillois ins Leben gerufen und 1936 erstmals unter dem Namen Tour de l’Oise ausgetragen. Von 1945 bis 1956 trug das Rennen den Titel Grand Prix du Courrier Picard.
Im Jahre 2000 wurde sie einmalig unter dem Namen Tour de l’Oise et de Picardie und seitdem als Tour de Picardie ausgetragen. Seit Einführung der UCI Europe Tour 2005 zählte das Rennen zu dieser Rennserie und war in die Kategorie 2.1 eingestuft. Rekordsieger sind mit jeweils zwei Siegen der Belgier Willy Teirlinck, der Franzose Gilbert Duclos-Lassalle und der Däne Michael Sandstød.

## Sieger

### Tour de Picardie
| - 2016 Nacer Bouhanni - 2015 Kris Boeckmans - 2014 Arnaud Démare - 2013 Marcel Kittel - 2012 John Degenkolb - 2011 Romain Feillu | - 2010 Ben Swift - 2009 Lieuwe Westra - 2008 Sébastien Chavanel - 2007 Robert Hunter - 2006 Jimmy Casper | - 2005 Janek Tombak - 2004 Tom Boonen - 2003 David Millar - 2002 Michael Sandstød - 2001 Olivier Asmaker |

### Tour de Picardie et de l’Oise
- 2000  Michael Sandstød

### Tour de l’Oise
| - 1999 Jaan Kirsipuu - 1998 Alexander Winokurow - 1997 nicht ausgetragen - 1996 Philippe Gaumont - 1995 Jelle Nijdam - 1994 Miguel Induráin - 1993 Frédéric Moncassin - 1992 Thierry Marie - 1991 Wilfried Nelissen - 1990 Hendrik Redant - 1989 Andreas Kappes - 1988 Steve Bauer - 1987 Jelle Nijdam - 1986 Gilbert Duclos-Lassalle - 1985 Jozef Lieckens - 1984 Allan Peiper - 1983 Pascal Jules - 1982 Gilbert Duclos-Lassalle - 1981 Jean-Luc Vandenbroucke | - 1980 Patrick Bonnet - 1979 Bernard Hinault - 1978 Willy Teirlinck - 1977 Willy Teirlinck - 1976 Emiel Gijsemans - 1975 Dietrich Thurau - 1974 Robert Mintkiewicz - 1973 Alain Santy - 1972 Cyrille Guimard - 1971 André Dierickx - 1970 Frans Verbeeck - 1969 José Samyn - 1968 Walter Boucquet - 1967 Peter Glemser - 1966 Hubert Niel - 1965 Seamus Elliott - 1964 Winfried Bölke - 1963 Klaus Bugdahl - 1962 André Bar | - 1961 Jaime Alomar - 1960 Jo de Haan - 1959 Joseph Wasko - 1958 Joseph Thomin - 1957 Jean Stablinski - 1956 Louis Caput - 1955 Lucien Gillen - 1954 Jean Bellay - 1953 Alfred Tonello - 1952 Pierre Komor - 1951 Pierre Lagrange - 1950 Simon Hyz - 1940–1949 nicht ausgetragen - 1939 André Desmoulins - 1938 Lucien Le Guevel - 1937 Gaston Grimber - 1936 Marcel Blanchon |

### Grand Prix du Courrier Picard
- 1945  Joseph Claessens
- 1946  Maurice Quentin
- 1947  Roger Chupin
- 1948  Raymond Goussot
- 1949  Édouard Muller
- 1950  Alphonse De Vreese
- 1951  Henk Faanhof
- 1952  Jean Delahaye
- 1956  Louis Déprez